# 여택
여택(呂澤, ? ~ 기원전 198년)은 중국 진나라 말기 ~ 전한 초기의 인물이다. 전한 고조의 외척으로 고황후의 오라비다.
고조의 거병 때부터 함께해 고조가 한왕이 되고서는 후작에 봉해졌고, 삼진 평정에 함께했다. 팽성 전투에서는 하읍에 주둔하여 패주하는 고조를 맞이했다. 이외에도 고조의 중국 통일에 공헌하여 고조 6년(기원전 201년)에 주여후에 봉해졌고, 3년 후 고조 9년(기원전 198년)에 죽어 시호로 영무(令武)를 받았다. 아들 여태가 여(呂)나라 왕으로 봉해졌다 죽으면서 자신도 여나라의 도무왕(悼武王)으로 추증되었다. 고조의 공신들 중 풍무택·정복·곽몽·충달·곽정은 고조의 중국 통일전 중에 여택의 배하에서 공을 세웠다.
고조가 자신의 생질 태자 유영 대신 유여의에게 태자를 정하려 하자, 누이 여후와 함께 의논하고 장량을 협박해 유영을 위해 계책을 내게 했다. 그런데 이 사건이 기록된 사기의 유후세가와 한서의 장진왕주전에서는 자기 작호인 주여후가 아닌, 아우 여석지의 작호인 '건성후'로 나온다. 이 때문에 이 부분의 여택은 여석지를 잘못 쓴 것으로 보기도 한다.

## 가계

### 관련 인물
| - 여가 - 여록 - 여문 - 여산 | - 여석지 - 여치 - 여태 - 여통 |